# No me Olvides (revista)
No me Olvides fue una revista editada en Madrid entre 1837 y 1838, exponente del Romanticismo.

## Descripción
Editada en Madrid y representante del Romanticismo español, se autodescribía como «periódico de literatura y Bellas Artes». La revista era impresa en una imprenta propia, en Madrid. Contaba con ocho páginas de 0,167 x 0,115 m y salía con periodicidad semanal. Incluía litografías. Estuvo dirigida por Jacinto de Salas y Quiroga y su primer número apareció el 7 de mayo de 1837. Continuó hasta el 11 de febrero de 1838 y se publicaron un total de 41 números.